# Tekla Trapszo

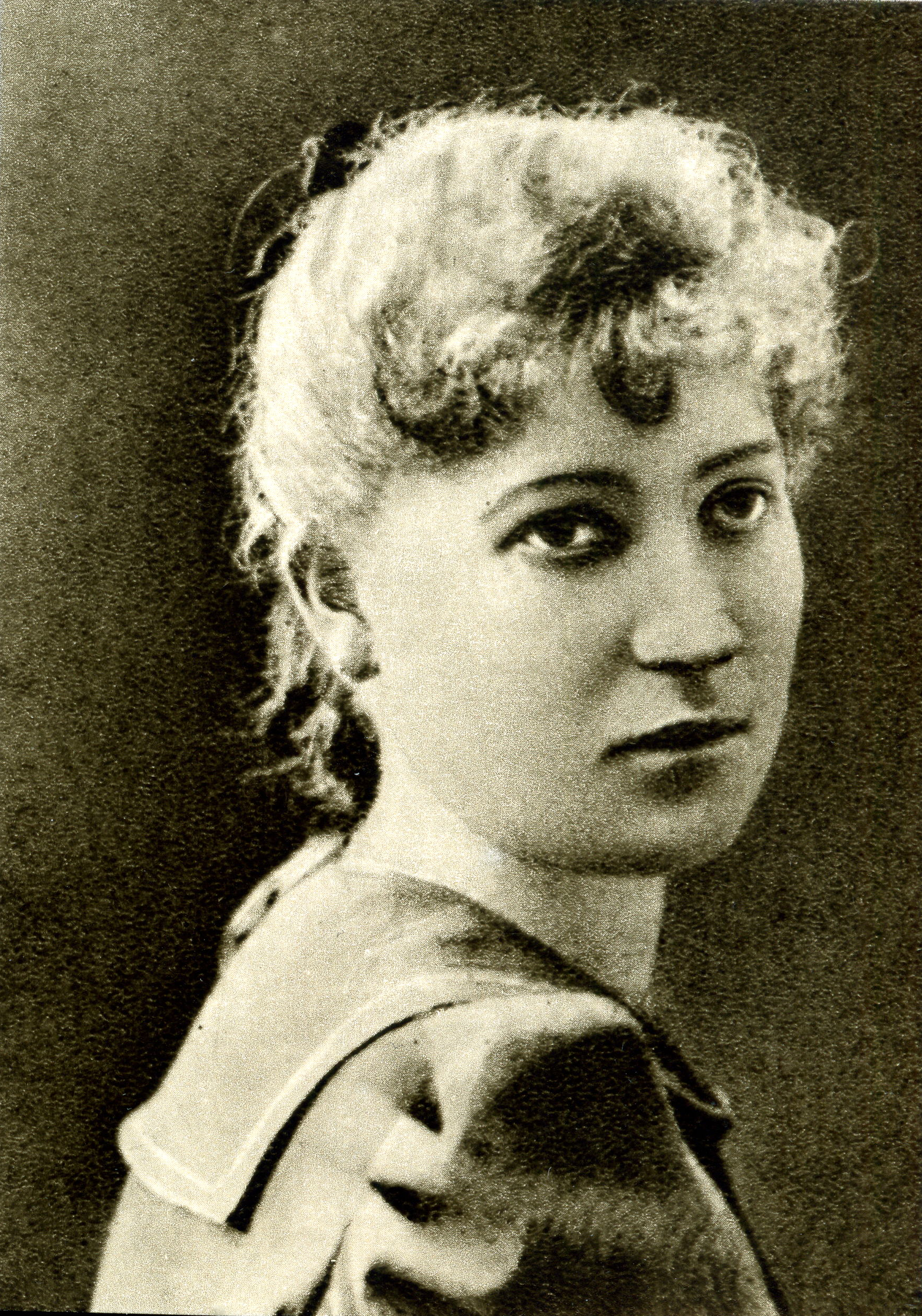
Tekla Trapszo (vor 1905)

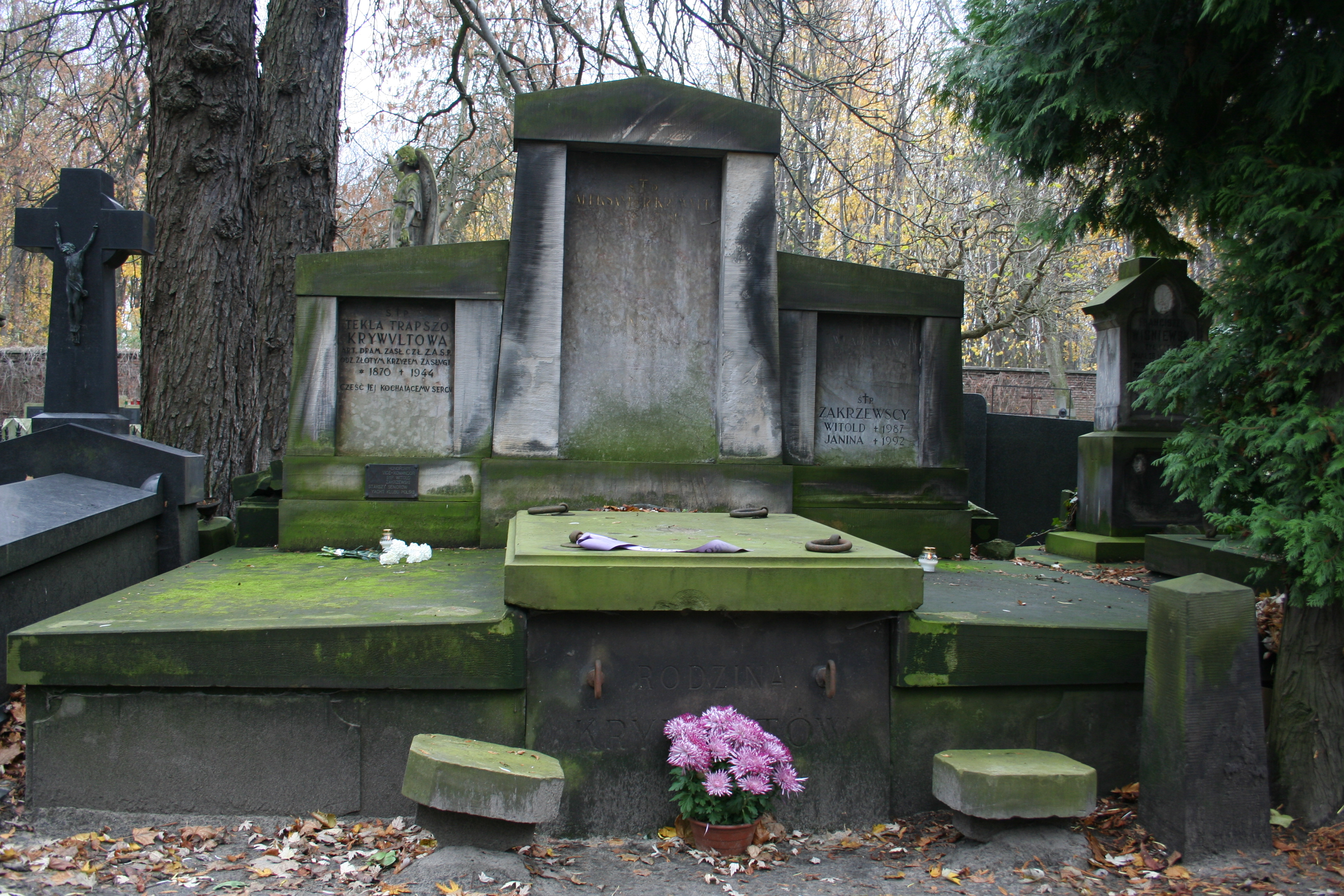
Das Grab der Schauspielerin auf dem Powązki-Friedhof in Warschau

Tekla Trapszo (* 23. September 1873 in Kalisz; † 27. Oktober 1944 in Warschau) war eine polnische Schauspielerin.

## Leben
Tekla Trapszo wurde 1873 in der Stadt Kalisz in eine Familie mit Schauspieltradition geboren, wodurch sie schon recht früh schauspielerisch aktiv war. Ihre Eltern waren Anastazy und Anna Eugenia Waleria, geb. Ćwiklińska. Als die Mutter Mitte der 1880er Jahre starb, ging ihr Vater mit seinen Kindern nach Warschau. Sie spielte von 1891 bis 1899 im Krakauer Stadttheater und wurde dort zu einem Publikumsliebling. In den Jahren 1899 bis 1927 spielte sie an Warschauer Theatern, unter anderem am Rozmaitości-Theater und am Sommertheater. Trotz ihres Erfolgs auf den Theaterbühnen als eine der bedeutenden polnischen Schauspielerinnen Ende des 19. und zu Beginn des 20. Jahrhunderts trat sie anschließend fast nicht mehr auf.
Tekla Trapszo war als Schauspielerin auch auf der Kinoleinwand zu sehen, wobei das Jahrzehnt zwischen 1928 und 1939 ihre Hauptschaffensphase darstellte. Trapszo soll Anfang der 1910er Jahre die erste Frau aus Kalisz gewesen sein, die in einem Kinofilm mitspielte.
Die Schauspielerin war seit dem 23. Oktober 1900 mit Jan Krywult (1873–1923) verheiratet und nahm den Namen Trapszo-Krywultowa an. Ihr Mann förderte polnische und ausländische Künstler und wurde später Verwaltungsdirektor der Gesellschaft zur Förderung der schönen Künste. Mit ihrem Mann hatte sie die Tochter Felicja (1902–1938), nach seinem Tod nahm sie wieder den Mädchennamen an.
Tekla Trapszo lebte vor dem Krieg in Anin bei Warschau und starb dort 1944. Ihre letzte Ruhestätte fand sie auf dem Powązki-Friedhof.

## Filmografie
- 1911: Sąd
- 1912: Spodnie jaśnie pana
- 1912: Przesądy
- 1928: Przedwiośnie
- 1929: Człowiek o błękitnej duszy jako matka Haliny
- 1929: Mocny człowiek jako gospodyni domu na Ogrodowej
- 1929: Pod banderą miłości jako matka Andrzeja
- 1929: 9.25. Przygoda jednej nocy
- 1930: Wiatr od morza
- 1930: Janko Muzykant
- 1933: Romeo i Julcia jako matka Krysi
- 1933: Pod Twoją obronę
- 1934: Młody las
- 1936: Pan Twardowski
- 1936: Jego wielka miłość jako matka Grywicza
- 1937: Ty, co w Ostrej świecisz Bramie jako matka Ryszarda
- 1938: Kobiety nad przepaścią
- 1938: Rena
- 1938: Profesor Wilczur
- 1939: Bogurodzica